# Казанцевский
Казанцевский — посёлок в Верхнеуральском районе Челябинской области России. Входит в Кирсинское сельское поселение.
Поселок основан на месте хутора Казанцевского, построенного в начале XX века, в даче Магнитного станичного юрта. В 1930 году появился колхоз им. А. С. Пушкина.

## География
Расположен в юго-западной части района. Расстояние до районного центра города Верхнеуральска 30 км.

## Население
| 2002 | 2010 |
| ---- | ---- |
| 215  | ↘190 |

(в 1926 — 329, в 1970 — 332, в 1983 — 292, в 1995 — 272)

## Улицы
- Молодёжная,
- Нагорная,
- Пушкина,
- Степная.

## Инфраструктура
- Детский сад,
- клуб
- фельдшерско-акушерский пункт